# 甲洼镇
甲洼镇，是中华人民共和国四川省甘孜藏族自治州理塘县下辖的一个乡镇级行政单位。
原为甲洼乡，2014年撤乡设镇。

## 行政区划
甲洼镇下辖以下地区：
下甲洼村、江达村、卡娘村、俄曲村、东珠村、俄顶村和下依村。